# IC 3308
IC 3308 — галактика типу Scd () у сузір'ї Волосся Вероніки.
Цей об'єкт міститься в оригінальній редакції індексного каталогу.